# André Ochodlo
André Ochodlo (en réalité André Hübner-Ochodlo), né en 1963 à Plauen, acteur, réalisateur de théâtre, chanteur, propagateur de la culture yiddish en Pologne, fondateur et directeur du Teatr Atelier à Sopot (1989), fondateur directeur des Rencontres internationales avec la culture juive de Sopot. C'est un des principaux interprètes de la chanson yiddish en Pologne, donnant des concerts en Europe et dans le monde.
André Ochodlo est metteur en scène et scénographe non seulement au Teatr Atelier, mais également dans les théâtres tchèques d’Ostrava et de Brno, collaborant de façon permanente avec le Théâtre Mickiewicz à Częstochowa. Dès 1994 il reçoit plusieurs prix de mise en scène.

## Sa jeunesse en Allemagne et ses formations artistiques
André Ochodlo naît à Plauen dans cette partie de l’Allemagne occupée par les troupes soviétiques. Son père est allemand et sa mère juive polonaise. Jeune, André Hübner-Ochodlo ne parle qu’allemand à la maison.
André Ochodlo suit les cours du professeur polonais André Wirth, enseignant fondateur de l’Institut théâtrologie appliquée de l’université de Giessen, de l'autre côté du rideau de fer, puis poursuit par des cours d’acteur dans la Haute École théâtrale de Leipzig.
Son professeur lui ayant conseillé les écoles polonaises ou russes pour apprendre le chant, André Hübner-Ochodlo fait des stages au Théâtre de la Taganka à Moscou. Finalement il s’installe en Pologne en 1984, d'abord à Varsovie où il entre en stage au Théâtre Juif, puis pour suivre des études vocales et d’acteur au Théâtre musical de Gdynia dont il sort diplômé de quatre ans, spécialisation chanson d’acteur,.

## Le Teatr Atelier de Sopot

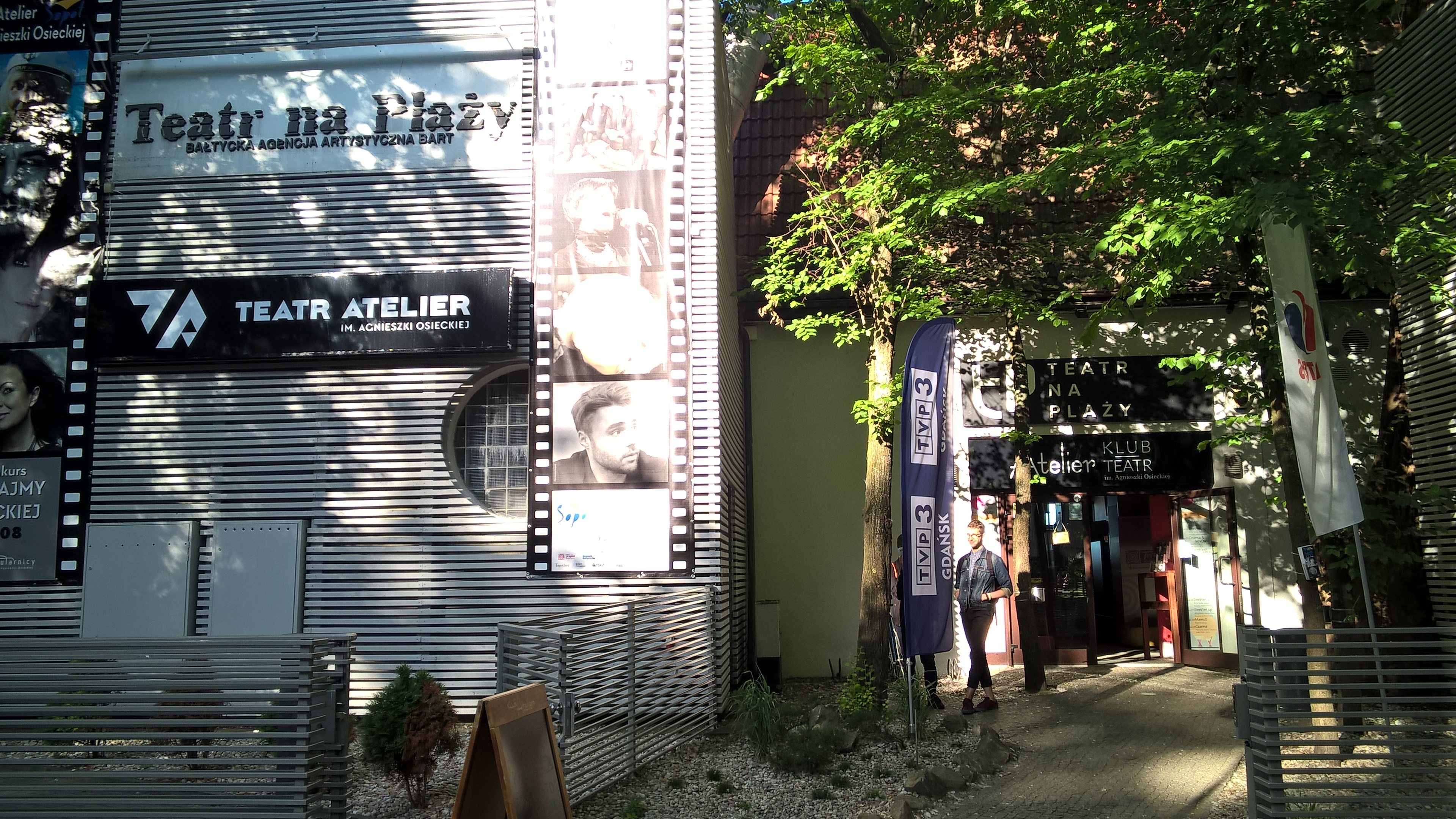
Teatr Atelier de Sopot à l'été 2017

André Hübner-Ochodlo fonde le Teatr Atelier en 1989 dont il devient le directeur. Le théâtre n’a pas de lieu fixe et se produit sur différentes scènes, mais également sur la plage à Sopot.
La première représentation, le 1er septembre 1989, sera Gwiazda za murem (Une étoile derrière le mur) de Jacek Stanisław Buras, une pièce basée sur le sort tragique des Juifs du Ghetto de Varsovie.
Le Teatr Atelier ne trouvera son lieu fixe qu'en juin 1994, à Sopot, dans d'anciens entrepôts du Grand Hôtel. Le lieu est rénové rapidement avec éclairage et équipement sonore (sommaire) pour en faire un théâtre professionnel grâce à la Fondation pour la Coopération germano-polonaise. La salle de théâtre est petite, 90 places, et ne sera que plus tardivement climatisée. Le foyer des artistes comprend un petit café. Le lieu donne directement sur la plage, d'où son autre nom Théâtre sur la plage.
Le lieu va permettre la création du festival Lato teatralne Sopot (L'Eté théâtral Sopot). Pendant la saison estivale le théâtre fait une place à des spectacles musicaux à scénographie théâtrale, et surtout à des récitals et concerts de musique. Ce festival comprendra chaque année plusieurs premières (créations théâtrales et musicales), également des reprises des créations des années précédentes. André Hübner-Ochodlo travaillera en étroite coopération avec Agnieszka Osiecka, grande figure de la poésie et de la chanson polonaise, y compris pour les chansons en yiddish, jusqu’à sa mort en mars 1997. Le théâtre porte depuis son nom. Une part importante de la programmation de la saison estivale sera consacrée aux chansons yiddish, dont celles incontournables d'André Hübner-Ochodlo.
Du 9 juillet au 10 septembre 1994, ce sont huit spectacles qui vont être joués à plusieurs reprises dont les « Yiddish Songs », récital de 21 chansons interprétées par André Ochodlo. Sortie du disque en 1994 pour le récital, la première ayant déjà eu lieu en avril 1993.

## Les Rencontres Internationales avec la Culture Juive Yiddishland
C'est à partir de 2006 qu'au sein de l'été théâtral, André Ochodlo organise Les Rencontres Internationales avec la Culture Juive, qui deviennent ainsi une partie autonome de l'Eté théâtral.

## Discographie
Les premières des disques d’André Hübner-Ochodlo se sont déroulées presque toutes au Teatr Atelier lors du festival consacré à la culture juive, parfois leurs enregistrements aussi, plus souvent en studio.
Les disques sont édités le plus souvent par la maison d’édition Soliton de Sopot sous la marque Alef Music.
- 1994 : Yiddish Songs / Jiddische Lieder /יידישע לידער / Pieśni jidysz / Chansons yiddish /  21 titres, première Teatr Atelier 17-04-1993, enregistrement en studio en avril-mai (Sound - Pol)
- 1996 : André Ochodlo sings Mordechaj Gebirtig & Ewa Kornecka, 18 titres, enregistrement en studio et au Teatr Atelier juillet 1995 – février 1996 (Sound - Pol)
- 2000 : Shalom Yiddish Songs, 18 titres, enregistrement en studio septembre 1997 – octobre 1999, parution du disque en janvier 2000 (Futurex). Le récital connaitra plusieurs rééditions (en 2002 chez Soliton) et d’autres enregistrements avec des orchestres différents (enregistrement en mars et avril 2004 dans un studio de Bratislava avec le Preßburger Klezmer Band (ART2000), …).
- 2001 : My blue - Yiddish Songs by Itzig Manger, 17 titres, enregistrements avril- mai 2001 avec The State Chamber Orchestra « Sinfonia Baltica » dans la salle de l’orchestre (ART2000), première en juillet 2001.
- 2003 : Ghetto – Yiddish Songs . Les premières des concerts Ghetto – Yiddish Songs se sont tenues en avril 2003 à Varsovie, Cracovie, Wrocław et Gdynia pour le 60e anniversaire du soulèvement du Ghetto de Varsovie. Le concert est dédié au grand poète Abraham Sutzkever pour son 90e anniversaire, en hommage également au professeur d’André Ochodlo, Edward Kisler, décédé avec la sortie du disque. Le double disque de 24 chansons a été enregistré en studio en février-mars 2003 avec The Minsk Klezmer Band accompagné par Adam Żuchowski (ART2000). La voix de certaines chansons a été réenregistrée en janvier – février 2005 pour une nouvelle édition de ce double disque (ART2000 – Alef Music).
- 2004 : Hej, Klezmorim ! Yiddish Songs by Mordechaj Gebirtig, 18 titres, enregistrement avec les Minsk Prospectors, sortie du disque en janvier 2005 (Soliton – Alef Music)
- 2005 : Mayne Teg - Yiddish Songs, 13 titres, enregistrement avec le Jazzish Quintet, (Soliton – Alef Music)
- 2005 : Mayn Cholem Songs by Itzig Manger, 17 titres, enregistrement avec six musiciens des chansons du disque My Blue,
- ?? 2006 : Shir Hanoded, 14 titres, avec le Jazzish Quartet
- ?? 2007 : Moscow ‘52, 16 titres, avec The Jazzish Company,
- ?? 2008 : Gebirtig, ? titres, avec The Jazzish Company,
- ?? 2009 : Malkele Yiddish Songs by Itzik Manger, ? titres, avec The 3-city Jazzish Company,
- ?? 2010 : Bukovina III Songs by Itzig Manger et Rose Ausländer, titres, enregistrement avec The Jazzish Company
- ?? 2011 : Mimaamakim, titres, enregistrement avec The Ezechiel Messengers
- ?? 2012 : Layla New Yiddish Songs by polish composers Night, titres, enregistrement avec Odem’s Trio
- ?? 2013 : Silence - Yiddish Songs by Abraham Sutzkever, enregistrement avec Atom String Quartet
- ?? 2014 : Tfiles - Yiddish Songs by Abraham Sutzkever, enregistrement avec DesOrient
- ?? 2015 : Shalom Sopot, Yiddish Songs par André Ochodlo & The Klezmer Company, enregistrement en live
- 2017 : Polin – The Art of Yiddish Songs, 16 titres, enregistrement de la musique avec le Odem’s Quintet en juillet 2016, masterisé en mai 2017 (Alef Music – Teatr Atelier), présenté en avant-première le 24 juillet 2015, première du disque le 17 juillet 2017 au Teatr Atelier. Le livret du disque de 2017, Polin, est téléchargeable http://ochodlo.com/polin/.
- ?? 2017 : Moscow ’48 par Atom String Quartet et André Ochodlo

Chacun de ces disques  est accompagné d’un livret, parfois de plus de cent pages, en plusieurs langues, avec des informations sur les auteurs compositeurs et les interprètes, donnant le texte des chansons, en version originale, traduites en plusieurs langues (polonais, allemand, anglais).

## Réalisations théâtrales (principales)
- Nuda  d'après " LesTrois Sœurs" d'Anton Tchékhov (participation à "Diskus 87". Giessen)[7]
- Gwiazda za murem  de Jacek Stanisław Buras (1989), musique : Jerzy Satanowski (invitation au II Festival des Cultures Juives à Cracovie. 1990)
- Judith  de Friedrich Hebbel (1990) - première en Pologne
- Sen o życiu  de Jacek Stanisław Buras (1990), musique : Jerzy Satanowski (première mondiale au Festival du Jeune théâtre européen / THEATRIUM, Menden 1990)
- Kwartet  de Hein Müller (1992) -  première en Pologne
- Weisman i Czerwona Twarz (Weisman et Peau-Rouge, un western yiddish) de George Tabori (1994) -  première en Pologne
- Wilki  d'Agnieszka Osiecka (1995) sur la base du récit  "Les ennemies" de Isaac Bashewis Singer, musique : Zygmunt Konieczny
- Apetyt na śmierć  (1996) selon Zoo-Story et Sandbox Edward Albee avec les chansons d'Agnieszka Osiecka, musique : Ewa Kornecka
- Jubileusz de George Tabori (1996) - première en Pologne, musique : Jerzy Satanowski
- Do dna  de Ludmiła Pietruszewska (1997) avec les chansons d'Agnieszka Osiecka, musique : Przemysław Gintrowski
- Darcie pierza d'Agnieszka Osiecka(1998), musique : Jerzy Satanowski, costumes : Irena Biegańska, avec dans le rôle principal Teresa Budzisz-Krzyżanowska
- Demony de Larsa Noren (1998) - première polonaise (réalisation du film : Wojciech Ostrowski, Video Studio Gdańsk)
- Plac Brahmsa  (1999) de Marlene Streeruwitz -  première en Pologne
- Noc i sny  (1999) sur la base de En un acte de Samuel Beckett
- Archeologia  d'Aleksiej Szipienki (2000) -  première en Pologne
- Szary Anioł  de Moritz Rinke (2001) - première en Pologne, musique : Jerzy Satanowski, dans le rôle principal Joanna Bogacka
- Końcówka  (Fin de partie) de Samuel Beckett (2001), musique : Jerzy Satanowski
- Upadek de Biljana Srbljanović (2002) - première en Pologne, musique : Marek Czerniewicz
- Komunikacja świń  de Robert Woelfl (2003) - première en Pologne, musique : Marek Czerniewicz
- Happy days  (Oh les beaux jours) de Samuel Beckett (2004)
- Plaża  de Peter Asmussen (2010)
- Znikomosć  de Lars Noren (2011) -  première en Pologne, musique : Adam Żuchowski
- Hamlet  de William Shakespeare (2014), musique : Adam Żuchowski
- Proca  de Nikołaj Kolada (2015), musique : Adam Żuchowski
- Poniżej pasa (Below the belt)  de Richard Dresser (2018), musique : Adam Żuchowski